# 전주 천고사 석불좌상
전주 천고사 석불좌상(全州 天固寺 石佛坐像)은 대한민국 전북특별자치도 전주시에 있는 석불이다. 1999년 7월 19일 전라북도의 문화재자료 제145호로 지정되었다.

## 개요
천고사 미륵전 안에 모시고 있는 이 석불좌상은 미륵불상으로 알려지고 있으나, 손 모습으로 보아 석가여래가 책상다리를 하고 앉아있는 모습으로 보인다. 광배 윗 부분은 잘려나갔으며, 얼굴의 눈과 코 부위 등은 심하게 닳았고, 채색의 흔적이 일부 남아 있다. 이 불상은 몸체에 비해 얼굴부위가 크게 묘사되어 있으며, 오른쪽 어깨를 완전히 드러낸 옷차림을 하고 있다. 큼직하게 표현된 두 손은 부처가 모든 악마를 굴복시켜 없앤다는 손 모양새를 취하고 있다. 천고사는 고려 초에 원광스님이 세웠다고 전해지는데, 이 불상은 제작 기법 등으로 보아 고려말에 지방에서 만든 작품으로 보인다.

## 같이 보기
- 천고사

## 참고 자료
- 천고사석불좌상 - 국가유산청 국가유산포털